# Diméthyldisulfure
Le diméthyldisulfure est un composé organique soufré composé d'un pont disulfure. C'est un produit inflammable avec une odeur très désagréable.